# Sande (Lamego)
Sande ist eine Gemeinde (Freguesia) im portugiesischen Kreis Lamego. In ihr leben 811 Einwohner (Stand 19. April 2021).